# Придорожный (Тульская область)
Придорожный — поселок в городском округе город Тула Тульской области в составе Пролетарского территориального округа.

## География
Находится в центральной части Тульской области на расстоянии приблизительно 12 км на северо-восток по прямой от Московского вокзала города Тула.

## История
На карте конца 1930-х годов здесь был отмечен мукомольный завод. До 2014 года поселок входил в Медвенское сельское поселение Ленинского района до их упразднения.

## Население
Постоянное население составляло 17 человек (русские 100 %) в 2002 году, 20 в 2010.